# جميلة إسماعيل
جميلة إسماعيل، مواليد 6 إبريل 1966م، إعلامية وسياسية مصرية ومقدمة برامج تليفزيونية وأحد المرشحين للإنتخابات الرئاسية بجمهورية مصر العربية 2024، مصرية ورئيسة حزب الدستور الذي أسسه الدكتور محمد البرادعي. قادت حملة قوية داخل وخارج مصر من أجل الإفراج عن زوجها وقتها وللحفاظ على كيان حزب الغد كما ألقت خطاب أمام البرلمان الأوربي للتعريف بقضيته. كانت جميلة إسماعيل من أوائل الداعيات للتغيير في عهد الرئيس السابق محمد حسني مبارك، وقد شاركت في العديد من الحركات الاحتجاجية ضد مشروع التوريث.

## معلومات شخصية
جميلة إسماعيل، مواليد 6 إبريل 1966م القاهرة بقصر النيل درست بمدارس الجزيرة بالزمالك حيث مكان سكنها الحالي، تمت خطبتهما عام 1986 من أيمن نور بعد تخرجها مباشرة في كلية الإعلام جامعة القاهرة، وتزوجا في عام 1989، وأنجبا نور وشادى وفي إبريل 2009 وبعد 20 عامًا من الزواج حدث انفصال بين جميلة وأيمن نور
وفي الخميس 30 سبتمبر 2010 أعلن زوجها أيمن نور عن طلاقهما رسميا وذلك على فيسبوك وتويتر.

## مسيرتها الإعلامية
- تخرجت جميلة إسماعيل من كلية الإعلام جامعة القاهرة عام 1986[8] بعد أن اختيرت قائدة لعشيرة الجوالة بالجامعة وتميزت بنشاطها خلال سنوات الدراسة في اتحاد الطلبة.
- حصلت على دبلومة الترجمة الفورية من الجامعة الأمريكية.
- عملت كمراسلة لبعض المجالات والصحف الأجنبية بالقاهرة.
- ثم انتقلت للعملة كمقدمة برامج بالتلفزيون المصري وكان آخر برامجها إعادة نظر على مجموعة قنوات النهار الفضائية.[9]

## مسيرتها في العمل العام
عام 1994 كانت بدايتها مع العمل العام وذلك من خلال خدمتها لأهالي وسط القاهرة - الدرب الأحمر والموسكي والجمالية وباب الشعرية والظاهر ومنشية ناصر.
عام 2001 خاضت انتخابات مجلس الشورى عن دائرة وسط القاهرة أمام مرشح الحزب الوطني المنحل.
عام 2003 شاركت في تأسيس حزب الغد.
عام 2004 أصبحت عضوة بالهيئة العليا لحزب الغد.
في الفترة من 2004 وحتى 2010 شاركت في حملات الإفراج عن سجناء الرأي والمعتقلين السياسين
شاركت في تأسيس العديد من الحركات السياسية الرافضة لمشروع التمديد والتوريث مثل حركة كفاية -حركة مصريات مع التغيير - حركة مدنية وكانت عضواً فاعلا في الجمعية الوطنية للتغيير.
في 2010 خاضت انتخابات مجلس الشعب.
في 2011 شاركت في ثورة 25 يناير وكانت من أوائل الداعين والداعمين لتظاهرات 25 يناير 2011.
في نوفمبر 2012 شاركت في أول انتخابات حرة لمجلس الشعب كمرشح مستقل على المقعد الفردي بدائرة قصر النيل أمام مرشحي حزب الحرية والعدالة المنحل ومرشح الكتلة المصرية وحصلت على قرابة الثلاثين ألف صوت.
في 2012 أصبحت عضو بلجنة المئة بحزب الدستور ولجنة تسيير الأعمال وتولت بعدها أمانة التنظيم بالحزب.
في فبراير 2013 ترشحت على منصب رئيس حزب الدستور.
و يعتلي حساب جميلة إسماعيل على تويتر القمة من حيث عدد المتابعين على مستوي السياسيات المصريات وتأتي (وهي المرأة الوحيدة) ضمن أعلى عشر حسابات متابعة بين السياسين المصريين بعد د محمد البرادعي وقبل السيد عمرو موسى.
في أغسطس 2015 أطلقت جميلة إسماعيل مبادرة لاقت تأييداً واسعا بين العاملين بقطاع الصحة لرفع أجور الأطباء ومساواتهم بوكلاء النيابة.
في سبتمبر 2015 تعود جميلة إسماعيل ببرنامج تليفزيوني جديد عن السفر .
في 2022 تم انتخابها رئيسة لحزب الدستور لمدة ثلاث سنوات تبدا من الاول من اغسطس 2022.
في 2023 ترشحت على مقعد رئاسة الجمهورية فى انتخابات رئاسة الجمهورية فى مصر و سحبت أوراق الترشح بعد مواجهة تضييق كبير فى تحرير التوكيلات و قرار الجمعية العمومية لحزب الدستور بعدم المشاركة فى الانتخابات الرئاسية.

## الجوائز والترشيحات
- قامت مجلة النيوزويك Newsweek العالمية عام 2011 باختيار جميلة إسماعيل ضمن 150 امرأة هزت العالم.[12] وذكرت المجلة أن جميلة إسماعيل خاضت معركة الانتخابات البرلمانية وسط عملية التزوير وشراء الأصوات، بجانب أنها كإعلامية وناشطة واجهت نظام مبارك الديكتاتوري بكل قوة وتعرضت للتنكيل كثيرا.
- اختيرت عام 2012 من ضمن أهم أربع نساء مؤثرات في الربيع العربي ضمن جائزة أخوات الربيع العربي من قبل هيئة الإذاعة البريطانية.
- في مارس 2015 فازت بأعلى الأصوات في استطلاع الرأي الذي أجراه موقع «سي إن إن» عربي وحازت على لقب المراة العربية الأكثر تأثيراً على الصعيد السياسي وكانت من بين المرشحات الملكة رانيا والشيخة موزة.[13]

## انظر أيضًًا
- محمد البرادعي
- بثينة كامل
- رندا قسيس
- أيمن نور
- جورج إسحاق